# Balaclava (Ucrânia)
Pronunciação
Balaclava (em ucraniano e russo: Балаклава, e tártaro da Crimeia: Balıqlava) é uma vila situada na península da Crimeia que tem o status oficial de distrito da cidade de Sebastopol. Era uma cidade até 1957 quando foi formalmente incorporada no território do município de Sebastopol pelo governo soviético.
De acordo com o censo de 2001, a população do distrito de Balaclava é de cerca de 30 mil pessoas.

## História

### Idade Média
Balaclava mudou de mãos muitas vezes durante a história. Um assentamento na localização atual foi fundado originalmente com o nome de Símbolo (Συμβολον) pelos antigos gregos, dos quais foi uma importante cidade comercial. Durante a Idade Média, foi controlada pelo Império Bizantino, depois pelo genoveses que a conquistaram em 1365. Os Bizantinos a denominavam Iamboli e os Genoveses a chamavam de Cembalo. Os Genoveses construíram um enorme império de trocas e comércio tanto no Mar Mediterrâneo, como no Mar Negro, comprando escravos na Europa Oriental, levando os mesmos via Crimeia até o Egito, um lucrativo mercado que era fortemente combatido pelos venezianos. Acredita-se que foi numa embarcação Genovesa que partiu de Balaclava (ou “Kafka”, na época) que a Peste Negra chegou à Europa em meados do século XIII. As ruínas da uma fortaleza genovesa no alto de um alto recife na entrada da baía de Balaclava formam um popular ponto turístico, tendo sido recentemente palco de um festival Medieval. Essa fortaleza foi tema para o penúltimo poema de Adam Mickiewicz no seu ciclo dos “Sonetos da Crimeia” (1825).

### Idade Moderna
Em  1475, o Império Otomano em expansão tomou posse de Balaclava, passando a chamá-la  Balıklava ("um ninho de peixe" em turco), nome que veio sendo corrompido até a forma atual. Durante a Guerra Russo-Turca (1768-1774), as tropas russas conquistaram a Crimeia em 1771, mas somente 30 anos depois foi definitivamente anexada ao Império Russo. Depois disso, os tártaros e turcos da Crimeia foram substituídos pelos Gregos do Arquipélago. Em 1787, a cidade foi visitada por Catarina, a Grande

### Idade Contemporânea

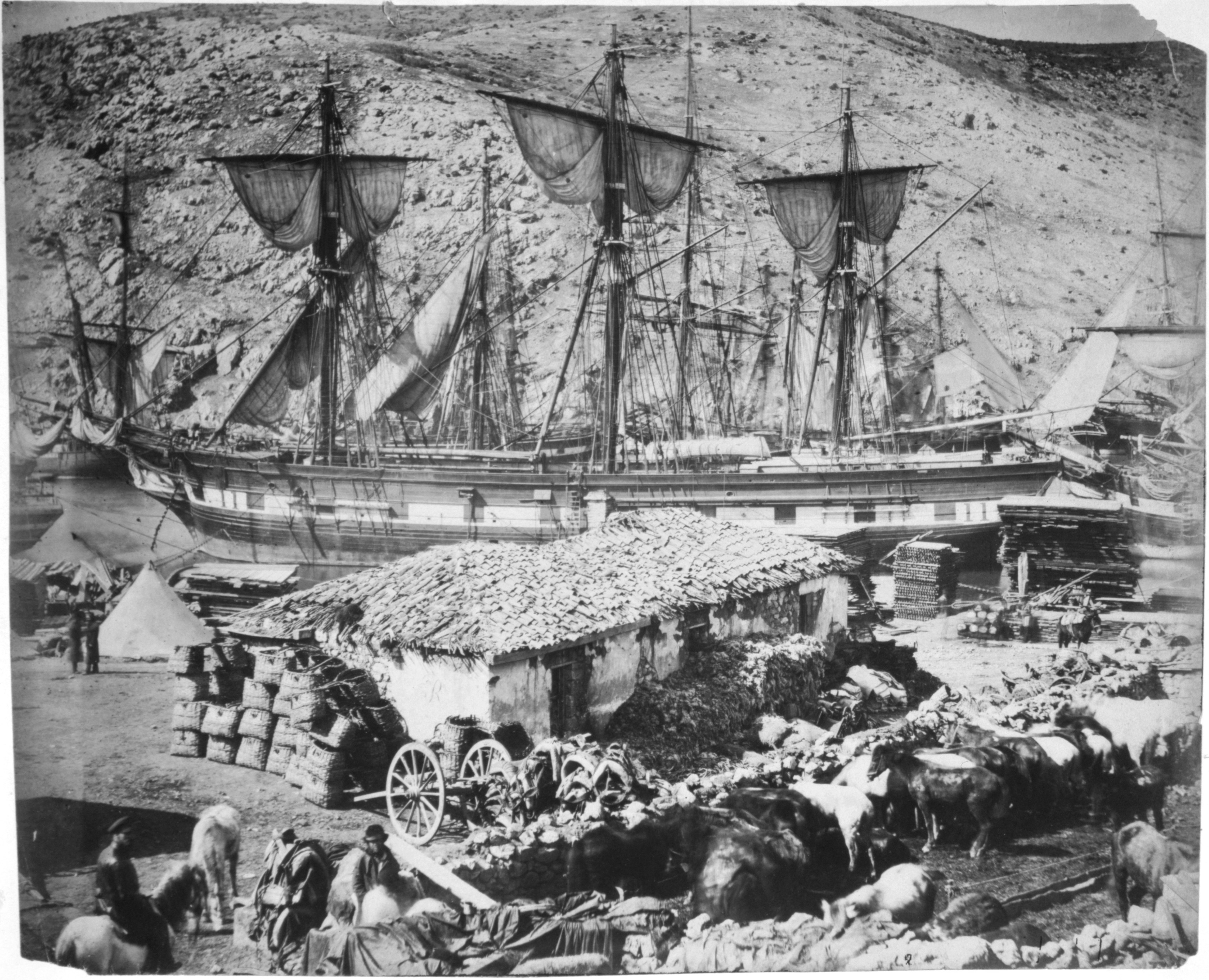
Porto de Balaklava, 1855, foto de Roger Fenton

A cidade adquiriu muita fama pela Batalha de Balaclava da Guerra da Crimeia graças à suicida Carga da Brigada Ligeira, uma carga da cavalaria britânica. Devido a um mau entendimento de ordens, Brigada foi levada a entrar num vale tomado em três lados pelos russos. No combate 250 a 400 homens foram mortos ou feridos, sendo perdidos cerca de 400 cavalos, ficando o efetivo da Brigada reduzido em dois terços, destruindo uma das mais finas cavalarias ligeiras (leves) do mundo, sem que houvesse um bom propósito militar. O poeta britânico Alfred Tennyson (1º Barão Tennyson) imortalizou essa batalha em versos. A banda Britânica de heavy metal Iron Maiden faz referencias a esses versos na musica The Trooper. A balaclava, uma cobertura (mascara) bem justa para cobrir toda a cabeça com nariz, deixando livres olhos e boca, também tomaram o nome do local, por aí ter sido usada pela primeira vez.
Durante a Segunda Grande Guerra, Balaclava era o ponto extremo sul das linhas Soviético-Alemãs. Em 1954, Balaclava, junto com toda Crimeia passou da Rússia para Ucrânia, sendo que faz parte da independente Ucrânia de 1991. Hoje há cerca de 50 monumentos na cidade dedicados a lembranças de valores militares de guerras passadas, dentre as quais estão a Guerra da Crimeia, a Guerra Civil Russa e a Grande Guerra Patriótica.

## Base de submarinos
Um dos principais monumentos é uma construção subterrânea antes classificada como Base de submarinos nucleares que estava operacional até 1993. A base era dita como virtualmente indestrutível e projetada para resistir até um impacto atômico. Durante seu período de existência, Balaclava era uma das áreas residenciais mais secretas da União Soviética. Quase toda a população de Balaclava durante certo tempo trabalhava nessa base militar e mesmo familiares dos moradores não podiam visitar a cidade sem uma muito boa razão e as devidas autorizações. A base se manteve operacional depois do colapso da União Soviética em 1991. Somente em 1993 começou a desativação da instalação militar com remoção das ogivas atômicas e torpedos de baixo calibre. Em 1996, o último submarino da Rússia deixou a base, a qual está aberta para o público com “tours” guiados pelo sistema de canais, base e o pequeno museu, que fica abrigado no antigo depósito de munições situado no ponto mais profundo da colina.